# Crosville-la-Vieille

Crosville-la-Vieille este o comună în departamentul Eure, Franța. În 1 ianuarie 2022 avea o populație de 610 de locuitori.